# Edwards Range
Edwards Range är ett berg i Kanada.   Det ligger i provinsen British Columbia, i den sydvästra delen av landet, 3 700 km väster om huvudstaden Ottawa. Toppen på Edwards Range är 1 849 meter över havet.
Terrängen runt Edwards Range är huvudsakligen bergig, men den allra närmaste omgivningen är kuperad. Trakten runt Edwards Range är nära nog obefolkad, med mindre än två invånare per kvadratkilometer.. Det finns inga samhällen i närheten. 
Trakten runt Edwards Range består i huvudsak av gräsmarker.